# Jonas (religieux orthodoxe)
Pour les articles homonymes, voir Jonas (homonymie).
L'évêque Jonas (Епископ Иона), dans le monde Ioann Antipovitch Igrouchkine ; né le 3 juin 1943, dans le village de Slava Cercheză dans la région de Tulcea, en Roumanie, et mort en 2017 dans le khoutor de Novopokrovsky (raïon de Primorsko-Akhtarsk) est un évêque de l'Église vieille-orthodoxe de Russie (archevêché de Koursk) avec le titre d'évêque d'Akhtarsk et d'Azov et de la mer Noire. 

## Biographie
Il naît le 3 juin 1943 en Roumanie à Slava Cercheză dans une famille de vieux-croyants, Antipe Ermolovitch Igrouchkine et son épouse Capitolina Barfolomeïevna.  
En 1947, la famille Igrouchkine déménage en URSS dans le village de Sergueïevka de l'oblast de Kherson, puis dans le Kouban. Dans le khoutor de Novopokrovsky, il termine sa scolarité. Jusqu'en 2003, il occupe plusieurs fonctions. Il devient veuf en mai 2004.  
Le 14 octobre 2006, Jonas est consacré dans l'église de l'Intercession-de-la-Très-Sainte-Mère de Novo-Pokrovsky (kraï de Krasnodar) le jour de la fête patronale, par l'évêque de Koursk Apollinaire (Doubinine) et l'évêque d'Ekaterinodar et du Caucase Anastase (Chisterov) avec le consentement de l'archevêque de Toultchine Euménius (Titov).
Le 14 octobre 2009, un synode se tient à Novo-Pokrovsky sous la présidence de l'évêque Jonas pour l'Église vieille-orthodoxe de Russie à l'issue duquel les évêques Apollinaire (Doubinine) et Anastase (Chisterov) sont frappés d'interdit pour avoir été irresponsables dans leur charge et leur façon de vivre dans le monde. Ce même jour, il ordonne un prêtre. 
Les ecclésiastiques en accord avec l'évêque Jonas sont alors les prêtres Polyeucte Efimov, Georges Efimov, Grégoire Efimov et André Chamov, ainsi que le diacre Michel Abakountchik. 